# Salvador Correa
Salvador Correa Larraín nació en Santiago de Chile el 11 de agosto de 1911 y falleció en la misma ciudad el 26 de julio de 1996; fue un ingeniero agrónomo y diputado chileno. 

## Familia
Hijo de Salvador Correa Ovalle e Inés Larraín Prieto, contrajo matrimonio el año de 1942 en Santiago de Chile con María Isabel (Mabel) Reymond Aldunate (n.1920 y fallecida el 14 de agosto de 2017). Fueron padres de seis hijos que son Bárbara, María Isabel, Pilar , Salvador,  Blanca y Dolores. Es nieto de José Gregorio Correa Albano.

## Actividades profesionales
Estudió en el Colegio de los Sagrados Corazones de Santiago (1918-1924 y 1927-1929). Asistió a un Colegio privado en Francia (1924-1926). El curso superior lo hizo en la Facultad de Agronomía de la Pontificia Universidad Católica de Chile.
Se dedicó a la agricultura y explotó el fundo “La Laguna” y “Las Quilas” en Parral.  Fue Director de la Asamblea de Agricultores de O'Higgins. Tesorero del Departamento de Educación de San Vicente de Tagua Tagua y de su Corporación de Desarrollo.

## Actividades políticas
Militante del Partido Conservador, llegó a ser presidente de la Juventud.
Electo Diputado representante de la 9ª agrupación electoral de Rancagua, Cachapoal, Caupolicán y San Vicente (1941-1945), integrando la comisión permanente de Industrias. Reelecto Diputado por la misma agrupación (1945-1949), en esta ocasión fue miembro de la comisión de Agricultura y Colonización, y la de Gobierno Interior.
Miembro del Partido Conservador Tradicionalista, llegó al Congreso nuevamente por la misma agrupación electoral de Rancagua, Cachapoal, Caupolicán y San Vicente (1953-1957).
En las elecciones de 1957 se presentó como candidato a Diputado del Partido Conservador Unido, siendo electo por la misma agrupación (1957-1961) y formó parte de la comisión permanente de Hacienda. Reelecto Diputado (1961-1965), en esta oportunidad integró la comisión de Gobierno Interior. Fue además Vicepresidente de la Cámara de Diputados (1962).
En 1966 colaboró con la fundación del Partido Nacional
Formó parte del Tribunal Calificador de Elecciones en los comicios parlamentarios de 1973.

## Otras actividades
Fue Oficial de Reserva del Ejército de Chile, con el grado de Teniente. Deportista, seleccionado chileno de polo en la década del 40; esquiador y piloto civil.
Dirigió el diario “La Región”, de San Vicente de Tagua Tagua. Fue autor de la obra “Leyendas de Tagua Tagua” (1984). 
Socio del Club de La Unión y de la Sociedad Nacional de Agricultura.